# NSÍ Runavík
Nes Sóknar Ítróttarfelag Runavík é uma agremiação esportiva das Ilhas Faroe fundada a 24 de março de 1957, sediada em Runavík.

## História
Em 2003, o NSÍ participou pela primeira vez em um palco europeu. Em 2007, o clube ganhou o Ilhas Faroe Premier League pela primeira vez. Venceu a Copa das Ilhas Faroe em 1986 e 2002. O NSÍ Runavík chegou à final em 1980, 1985, 1988 e 2004.
O clube joga em amarelo e preto. Seu Runavík, Vid Løkin tem capacidade de 2.000. Não é aprovado pela UEFA para jogos internacionais, assim o Runavík atua em partidas pela UEFA Europa League em Tórsvøllur, Tórshavn.

## Títulos
- Campeonato Faroês: 1
  - 2007
- Copa das Ilhas Faroe: 2
  - 1986, 2002
- Supercopa das Ilhas Faroe: 1
  - 2008
- Segunda Divisão Faroesa: 5
  - 1978, 1983, 1990, 1993, 1996

## NSÍ nas competições europeias
| Temporada | Competição            | Fase                      | País          | Clube                 | Casa | Fora | Agregado |
| --------- | --------------------- | ------------------------- | ------------- | --------------------- | ---- | ---- | -------- |
| 2003–04   | Taça UEFA             | Primeira eliminatória     | Noruega       | FC Lyn Oslo           | 1–3  | 0–6  | 1–9      |
| 2004–05   | UEFA Intertoto Cup    | Primeira eliminatória     | Dinamarca     | Esbjerg fB            | 0–4  | 1–3  | 1–7      |
| 2005–06   | Taça UEFA             | Primeira eliminatória     | Letónia       | FK Liepājas Metalurgs | 0–3  | 0–3  | 0–6      |
| 2008–09   | UEFA Champions League | Primeira eliminatória     | Geórgia       | Dinamo Tbilisi        | 1–0  | 0–3  | 1–3      |
| 2009–10   | UEFA Europa League    | Primeira qualificação     | Noruega       | Rosenborg BK          | 0–3  | 1–3  | 1–6      |
| 2010–11   | UEFA Europa League    | Primeira eliminatória     | Suécia        | Gefle IF              | 0–2  | 1–2  | 1–4      |
| 2011–12   | UEFA Europa League    | Primeira eliminatória     | Inglaterra    | Fulham                | 0–0  | 0–3  | 0–3      |
| 2012–13   | UEFA Europa League    | Primeira eliminatória     | Luxemburgo    | Differdange           | 0–3  | 0–3  | 0–6      |
| 2020–21   | UEFA Europa League    | Preliminar                | País de Gales | Barry Town            | 5–1  | —    | 5–1      |
| 2020–21   | UEFA Europa League    | Primeira pré-eliminatória | Escócia       | Aberdeen              | —    | 0–6  | 0–6      |